# Rhythm changes

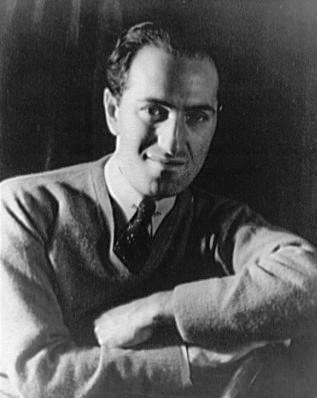
George Gershwin schreef in 1930 het stuk I Got Rhythm met de akkoordopvolgingen die nu bekendstaan als rhythm changes.

De term rhythm changes staat voor een akkoordenschema dat overeenkomt met, of gebaseerd is op de akkoorden van het stuk I Got Rhythm van George Gershwin, geschreven in 1930 voor de musical Girl Crazy.  Het is een standaardvorm in de jazzmuziek en wordt in veel jazzcomposities toegepast. Het is naast de jazzblues een van de meest populaire improvisatie-schema's onder jazzmusici.

## Vorm
Het schema van de "rhythm changes" heeft een lengte van 32 maten. De trappen, genoteerd met behulp van Romeinse cijfers, binnen de "A" sectie zijn: I-VI/ii-V tweemaal achter elkaar gevolgd door I-I7/IV-#iv(dim)/I-V/I (of I-I7/IV-iv, zoals het oorspronkelijk door Gershwin is geschreven). In C groot, bijvoorbeeld, zou deze progressie als volgt zijn: C-A7/Dm-G (tweemaal), daarna C-C7/F-F#dim/C-G/C (of C-C7-F-Fm). De "bridge" bestaat uit een serie van dominant-septiemakkoorden, waarbij een gedeelte van de kwintencirkel wordt doorlopen. Doordat deze akkoorden langer aangehouden worden geven zij het gevoel dat er in een andere toonsoort wordt gespeeld. In ons voorbeeld (in C) beginnen we met E7, gevolgd door A7, daarna D7 en als laatste G7, waarmee we weer beland zijn in de oorspronkelijke toonsoort. Als afsluiting volgt dan nog eenmaal de A-sectie. Hoewel rhythm changes natuurlijk in elke toonsoort kunnen worden gespeeld, gebeurt dit het meest in Bb of in Eb.

## Composities en jazzstandards met, of gebaseerd op rhythm changes
- Anthropology  door Charlie Parker/Dizzy Gillespie
- Boppin' a Riff door Sonny Stitt
- Bud's Bubble door Bud Powell
- Celerity door Charlie Parker
- Chant of the Groove door Coleman Hawkins
- Chasin' the Bird door Charlie Parker
- Cheers door Charlie Parker
- Chippie door Ornette Coleman
- Cottontail door Duke Ellington
- Dexterity door Charlie Parker
- Dizzy Atmosphere door Dizzy Gillespie
- Dorothy door Howard McGhee
- The Flintstones door Hoyt Curtin
- Lester Leaps In door Lester Young
- Moody's Got Rhythm door James Moody
- Moose the Mooche door Charlie Parker
- Oleo door Sonny Rollins
- No Moe door Sonny Rollins
- Rhythm-a-ning door Thelonious Monk
- Salt Peanuts door Dizzy Gillespie
- Seven Come Eleven door Charlie Christian
- Steeplechase door Charlie Parker
- The Theme door Miles Davis
- Tiptoe door Thad Jones